# Max Schneider
 (août 2016).
Si vous disposez d'ouvrages ou d'articles de référence ou si vous connaissez des sites web de qualité traitant du thème abordé ici, merci de compléter l'article en donnant les références utiles à sa vérifiabilité et en les liant à la section « Notes et références ».
Pour les articles homonymes, voir Max Schneider (historien de la musique) et Schneider.
Maxwell George "Max" Schneider, dit MAX (stylisé MΛX), est un chanteur, danseur, mannequin et acteur américain né le 21 juin 1992 à Manhattan (New York).

## Biographie

### Les débuts
Il commence sa carrière en 2009. Il a d'abord chanté et dansé pour sa famille et ses amis sur la table du salon et il finit par danser et chanter sur la scène de Broadway. Il remporte le YoungArts Theater en 2010.

### Carrière
Il débute dans une comédie musicale, 13, à Broadway, dans laquelle il interprète le rôle de Malcolm. Juste après la fin de 13, Max obtient un rôle de guest star dans New York, unité spéciale. Il apparaît aussi dans la série télévisée On ne vit qu'une fois et dans l'émission The View.
En janvier 2010, Max a été choisi parmi 6 000 candidats pour participer au Young Art Program à Miami. Il était l'un des vingt finalistes du théâtre, et il s'est spécialisé dans le théâtre musical. Il a étudié avec des artistes tels que Liv Ullmann, Malcolm Gets et Kevin Carroll.
En mai 2010, Max passe un casting pour la collection Automne/Hiver 2010 de la marque Dolce & Gabbana avec Madonna et, une semaine plus tard, il pose bras dessus bras dessous avec Madonna pour le photographe de renommée mondiale Steven Klein. La campagne publicitaire a été publiée en août 2010 dans 44 pays.
Vers la fin 2010, après avoir assisté au NYU Tisch pour une nouvelle comédie musicale, il obtient le premier rôle dans le film The Last Keepers, mettant en vedette Olympia Dukakis, Virginia Madsen et Aidan Quinn.
En 2012, il joue le rôle principal du film Le Rêve du chanteur masqué (Rags), Charlie Prince, où il chante avec Keke Palmer. Il a joué également le rôle de Zander Robbins dans la série How to Rock diffusée sur Nickelodeon.
Max possède une chaîne YouTube sur laquelle il partage ses compositions et ses reprises de chansons. Il lui arrive de chanter avec plusieurs autres artistes dont Jason Derulo, Keke Palmer, Sam Tsui, Victoria Justice et Elizabeth Gillies. Il travaille également en collaboration sur YouTube avec le réalisateur et musicien Kurt Schneider ainsi qu'avec un jeune pianiste et compositeur Nick Poulios.
En 2014, il joue Ian Martinez dans la série Crisis.
En 2016, il joue dans le film Love and Mercy retraçant l'histoire des Beach Boys.
En 2019, il collabore avec SUGA/Agust D (Min Yoongi), de BTS, sur la chanson Burn It de l'album Agust D-2 du rappeur sorti en mai 2020.

## Discographie
- Everyday
- From where i stand
- 2011 : You Don't Know Me
- 2013 : Nothing Without Love
- Someday
- 2014 : The Say MAX EP
- 2015 : Mrs. Anonymous EP
- Wrong
- Hell's kitchen angel
- lights down low
- 2020 : Colour Vision

### Reprises
- 2012 : Not Over You ft Kurt Hugo Schneider (Gavin Degraw)
- 2012 : Without You ft Kurt Hugo Schneider (Usher et David Guetta)
- 2012 : Titanium (David Guetta ft Sia)
- 2013 : As Long as You Love Me (Justin Bieber)
- 2013 : Stay ft Hannah Trigwell (Rihanna ft Mikky Ekko)
- 2013 : Counting Stars ft Danny Padilla (OneRepublic)
- 2013 : Say Something ft Victoria Justice (A Great Big World) & (Christina Aguilera)
- 2013 : Can't Hold Us (Macklemore & Ryan Lewis)
- 2013 : When I Was Your Man (Bruno Mars)
- 2013 : Demons ft Sam Tsui (Imagine Dragons)
- 2014 : Young Volcanoes (Fall Out Boy)
- 2014 : Sweater Weather ft Alyson Stoner et Kurt Hugo Schneider (The Neighbourhood)
- 2014 : Safe and Sound ft Kina Grannis, Zendaya et Kurt Hugo Schneider (Capital Cities)[3]
- 2014 : All of Me ft Zendaya et Kurt Hugo Schneider (John Legend)
- 2014 : Try (Colbie Caillat)
- 2014 : Chandelier ft Alex G (Sia Furler)
- 2014 : Maps ft Alyson Stoner (Maroon 5)
- 2014 : Blank Space (Taylor Swift)
- 2014 : Thinking Out Loud ft Madilyn Bailey (Ed Sheeran)
- 2014 : Uptown Funk ft Mike Tompkins  (Mark Ronson ft Bruno Mars)
- 2015 : Take Me to Church ft Nick Dungo (Hozier)
- 2015 : Love Me Like You Do ft Madilyn Bailey (Ellie Goulding)
- 2015 : Sugar (Maroon 5)
- 2015 : Style ft Nick Dungo (Taylor Swift)
- 2015 : I Really Like You ft Against The Current (Carly Rae Jepsen)
- 2018 : The Other side ft Ty Dolla $ign (Hugh Jackman ft Zac Efron)

### Medleys
- Bruno Mars (feat. Victoria Justice & Kurt Hugo Schneider)
- Maroon 5 (feat. Victoria Justice & Kurt Hugo Schneider)
- Justin Timberlake (feat. Victoria Justice & Kurt Hugo Schneider)
- Imagine Dragons (ft Kurt Hugo Schneider & Jasmine Thompson)

## Filmographie

### Cinéma
- 2011 : The Last Keepers : Lance
- 2012 : Le Rêve du chanteur masqué (Rags) : Charlie Prince
- 2015 : Love and Mercy : Van Dyke Parks

### Télévision
- 2009 : New York, unité spéciale (saison 10, épisode 15) : Justin McTeague
- 2012 : How to Rock : Zander Robbins
- 2012 : Figure It Out (en) : lui-même
- 2013 : Beauty and the Beast : Jake Riley (jeune pop-star)
- 2014 : Crisis : Ian Martinez

### Publicité
- 2012 : 2 spots publicitaires pour Doritos

## Bande originale
Son titre Mug Shot est présent dans la BO du film Veronica Mars produit par Rob Thomas et sorti en 2014.